# Атомстройэкспорт
Атомстройэ́кспорт (акционерное общество «Атомстройэкспорт», сокр. АО АСЭ, англ. ASE) — управляющая компания инжинирингового дивизиона Госкорпорации «Росатом», включает в себя АО «Атомстройэкспорт», АО «Атомэнергопроект» и дочерние строительные организации, реализует проекты по проектированию и сооружению АЭС большой мощности в России и других странах на условиях EPC, EPC(M) и развивает интегрированную технологию управления жизненным циклом сооружения сложных инженерных объектов на базе собственного цифрового продукта — системы Multi-D.

Атомстройэкспорт занимает значительную долю мирового рынка строительства АЭС, порядка 80 % выручки дивизиона составляют зарубежные проекты.

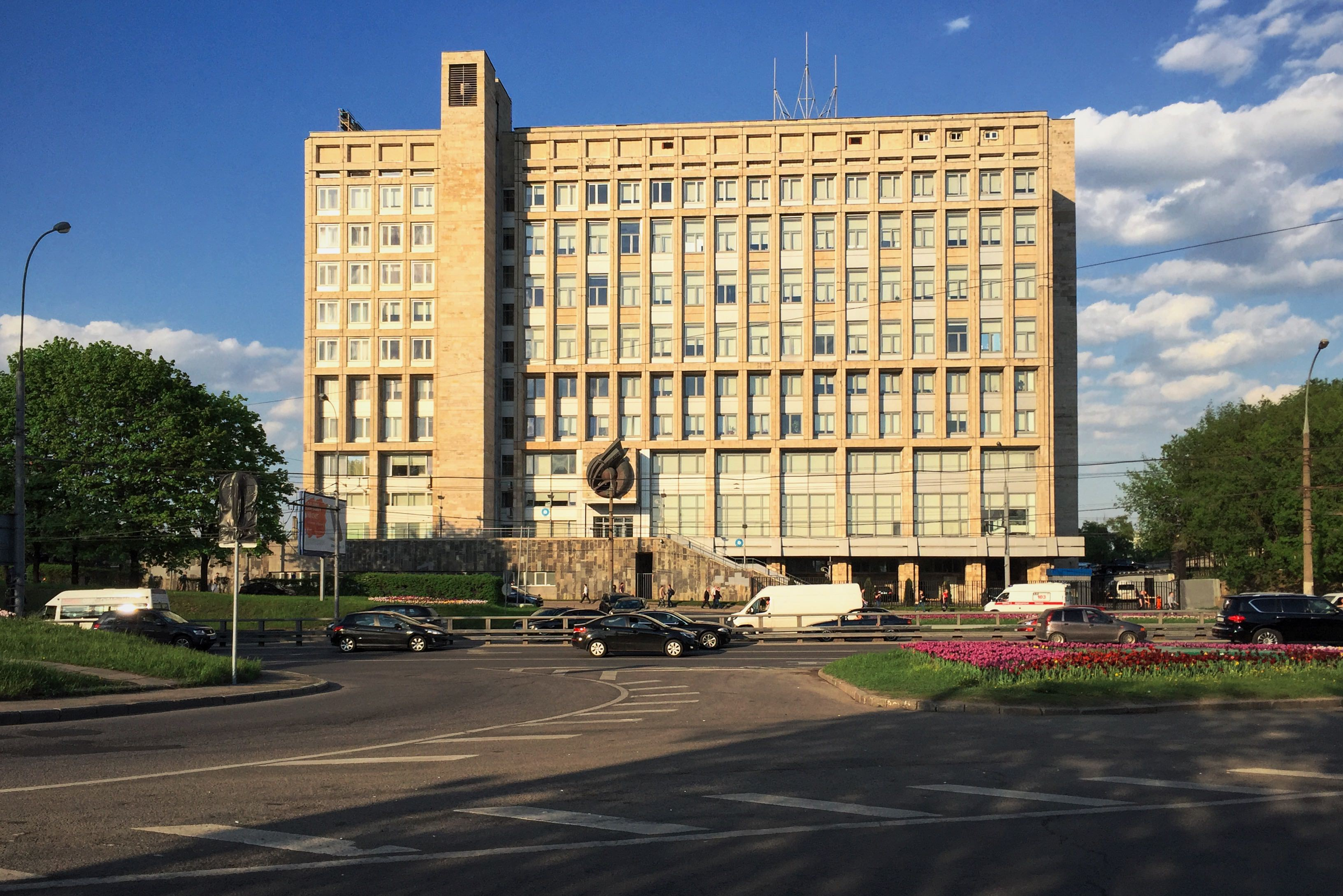
Головной офис компании на Дмитровском шоссе

## История
Основу дивизиона составляют: АО «Атомстройэкспорт» (АО АСЭ), созданное на базе внешнеторгового объединения  «Атомэнергоэкспорт» и ВПО «Зарубежатомэнергострой», осуществлявших в  СССР строительство АЭС за рубежом, и Объединенный проектный институт – АО «Атомэнергопроект», в состав которого входят три филиала — Московский, Санкт-Петербургский и Нижегородский, в прошлом — филиалы Всесоюзного государственного проектного института «Теплоэлектропроект».
«Атомстройэкспорт» занимается строительством атомных станций в России и за рубежом.
Сооружением АЭС за рубежом, в странах Варшавского договора, Советский Союз начал заниматься с начала 1960-х годов, всего через несколько лет после пуска первой в мире атомной станции – Обнинской АЭС. Первая зарубежная АЭС была введена в эксплуатацию в 1966 году в городе Райнсберг, ГДР.
В 1973 году постановлением Правительства СССР для выполнения обязательств СССР в рамках международного сотрудничества в области ядерной энергетики было создано Внешнеторговое экспортно-импортное объединение «Атомэнергоэкспорт» и внешнеторговое производственное объединение «Зарубежатомэнергострой». В рамках СЭВ были заключены двусторонние соглашения о строительстве атомных электростанций с водо-водяными энергетическими реакторами (ВВЭР) с ГДР, Болгарией, Венгрией, Финляндией, Чехословакией, Румынией, Польшей, Ливией, Кубой.
До 1987 года за рубежом был построен 31 энергоблок на 9 атомных электростанциях суммарной мощностью около 16,6 млн КВт и порядка десяти ядерных научно-исследовательских центров. По разным причинам было остановлено начатое строительство 10 АЭС.
В 1998 году открытыми акционерными обществами Внешнеторговое объединение «Атомэнергоэкспорт» и Внешнеторговое производственное объединение «Зарубежатомэнергострой» для строительства и эксплуатации атомных электростанций за рубежом было основано ЗАО «Атомстройэкспорт».
Генеральным проектировщиком АЭС, сооружаемых инжиниринговым дивизионом, является АО «Атомэнергопроект», ведущий свою историю от Всесоюзного государственного ордена Ленина проектного института «Теплоэлектропроект» Министерства энергетики и электрификации СССР, созданного в 1932 году. Его основой стало Бюро по проектированию районных электростанций на подмосковном угле в районе городов Скопина и Тулы, организованное 20 октября 1918 года, в разгар Гражданской войны, работы которого дали начало плану ГОЭЛРО.
Институтом и его отделениями разработаны проекты первой в мире АЭС в Обнинске, которая начала давать ток в 1954 году, и первой в мире промышленной атомной станции -  Нововоронежской АЭС с реакторами ВВЭР, энергопуск которой состоялся в 1964 году.
В 1976 году был запущен первый блок Армянской АЭС, в проекте которой была разработана сейсмоустойчивая реакторная установка, выдержавшая разрушительное Спитакское землетрясение.
В 1958 году институт «Теплоэлектропроект» был утвержден генеральным проектировщиком АЭС, а в 1986 году на базе его подразделений был создан Всесоюзный государственный научно-исследовательский, проектно-конструкторский и изыскательский институт «Атомэнергопроект». В 1993 году Министерство атомной энергетики закончило реорганизацию Атомэнергопроекта, выведя из его состава Санкт-Петербургское (Ленинградское) и Нижегородское (Горьковское) отделения, которые были преобразованы в ОАО «СПбАЭП» и ОАО «НИАЭП».
В 2007 году на базе Московского, Санкт-Петербургского и Нижегородского «Атомэнергопроектов» были созданы сразу три инжиниринговые компании, которые занимались как проектированием, так и сооружением АЭС в России. В результате преобразований и переподчинений в период с 2012 по 2014 год инжиниринговая деятельность Росатома была сконцентрирована в рамках управляющей компании НИАЭП–АСЭ, объединившей Нижегородский «Атомэнергопроект» и «Атомстройэкспорт» (АО АСЭ), с 1998 года, занимающегося зарубежным строительством.
С октября 2014 года на базе НИАЭП–АСЭ Госкорпорация «Росатом» сформировала  единый инжиниринговый дивизион, в состав которого вошел также «Атомэнергопроект» (Москва), являющийся владельцем базового проекта ВВЭР-ТОИ, а с 2016 года – «Атомпроект» (Санкт-Петербург), имеющий почти столетний опыт в проектировании энергетических и атомных предприятий.
В июле 2021 года АО ИК «АСЭ» (ранее – АО «НИАЭП») присоединился к АО «Атомстройэкспорт» (АО АСЭ). АО АСЭ стало управляющей компанией дивизиона. В августе 2021 года завершилось создание Объединенного проектного института (ОПИ). К АО «Атомэнергопроект», выступающему в качестве юридического лица ОПИ, были присоединены Санкт-Петербургские предприятия — АО «АТОМПРОЕКТ» и АО «СПб НИИИ «ЭИЗ». В состав Объединенного проектного института (АО «Атомэнергопроект») вошли Московский, Нижегородский и Санкт-Петербургский филиалы – проектные институты.

## Руководство
Александр Маркович Локшин — с 2018 года президент АО «Атомстройэкспорт», первый заместитель генерального директора по атомной энергетике госкорпорации «Росатом».
Валерий Игоревич Лимаренко — с 2012 по 2018 год — президент АО «Атомстройэкспорт». В 2018 году назначен Президентом РФ исполняющим обязанности губернатора Сахалинской области.
Сергей Иванович Шматко — с 2005 года вице-президент, с июня 2005 года по январь 2008 года — президент ЗАО «Атомстройэкспорт», с 2008 по 2012 — министр энергетики РФ.
Виктор Васильевич Козлов — с 1990 по 2004 год генеральный директор ОАО « Атомэнергоэкспорт», ЗАО « Атомстройэкспорт», с 2005 года — профессор РЭУ им. Плеханова, доктор экономических наук.

## Деятельность
АО «Атомстройэкспорт» занимается проектированием и строительством АЭС, а также модернизацией ранее построенных АЭС в России и за рубежом.
Компания осуществляет проектно-изыскательские работы по сооружению и модернизации АЭС, включая работы по выбору площадки для строительства, разработке проектной и рабочей документации, авторскому надзору за сооружением АЭС, техническому сопровождению и продлению сроков эксплуатации атомных станций, а также организацию строительно-монтажных работ и поставок оборудования и материалов.
80 % портфеля заказов приходится на проекты за рубежом. География присутствия включает: Белоруссию, Иран, Индию, Китай, Турцию, Чехию, Бангладеш, Египет, Венгрию, Финляндию. Крупнейшими российскими объектами являются Нововоронежская АЭС-2, Ростовская АЭС, Курская АЭС-2, а также Ленинградская АЭС-2.
По состоянию на 2021 год компания сооружала порядка 25 энергоблоков в России и за рубежом, общая численность персонала составляла более 30 тысяч человек.

## Проектирование АЭС
Компания проектирует энергоблоки поколения III+ , соответствующие повышенным требованиям к безопасности: реакторы обеспечивают комбинацию активных и пассивных систем безопасности, применение которых исключает риски повреждений в случае урагана, наводнений, землетрясения и т. д.
В 2017 году был сдан в промышленную эксплуатацию энергоблок № 1 Нововоронежской АЭС-2, в 2019 году — блок № 2. В 2018 году сдан в промышленную эксплуатацию энергоблок № 1 Ленинградской АЭС-2, в 2021 году — блок № 2. В 2021 году сдан в промышленную эксплуатацию первый блок поколения III+, построенный АСЭ за рубежом — № 1 Белорусской АЭС.
По состоянию на 2021 год в мире эксплуатируются 60 реакторов разного типа, 37 из них из серии ВВЭР-1000.
В 1955 году Игорь Курчатов создал техническое задание на разработку реактора ВЭС, позже получившего название ВВЭР (водо-водяной энергетический реактор). Генеральным проектировщиком стал институт «Теплоэлектропроект». Первый советский ВВЭР был введен в эксплуатацию в 1964 году на энергоблоке № 1 Нововоронежской АЭС. Благодаря обкатке этой передовой технологии Нововоронежская АЭС стала одним из мировых лидеров в освоении ядерной энергетики. Первой зарубежной станцией с реактором ВВЭР стала введённая в работу в 1966 году АЭС «Райнсберг» (ГДР, позже — Федеративная республика Германия).
Первый в мире энергоблок ВВЭР-1000 также появился на Нововоронежской АЭС, он был включен в сеть в 1980 году и стал головным в серии подобных реакторов.
В 2000-е годы на смену реакторам ВВЭР-1000 пришёл ВВЭР-1200, проект сочетает в себе проверенные инженерные решения и комплекс активных и пассивных систем безопасности, доработанных с учетом «постфукусимских» требований. ВВЭР-1200 был разработан на основе вариантов реактора ВВЭР-1000, которые строились для зарубежных заказчиков : АЭС «Бушер» (Иран), АЭС «Кунданкулам» (Индия), АЭС «Тяньвань» (Китай). Каждый параметр реактора был улучшен, внедрены ряд дополнительных систем безопасности, позволяющих снизить вероятность выхода радиации при любых авариях и их сочетаниях за пределы герметичного реакторного отделения — контейнмента. В итоге ВВЭР-1200 отличается повышенной на 20 % мощностью при сопоставимых с ВВЭР-1000 размерах оборудования, сроком службы в 60 лет, возможностью маневра мощностью в интересах энергосистемы, высоким КИУМ (90 %) и возможностью работать 18 месяцев без перегрузки топлива и другими улучшенными удельными показателями.
В 2016 году был реализован первый проект с реактором БН-800 (от «быстрый натриевый») с натриевым теплоносителем реализован на энергоблоке № 4 Белоярской АЭС. На реакторе проводится окончательная отработка технологии реакторов на быстрых нейтронах, которая позволит в перспективе замкнуть ядерный топливный цикл.
В 2019 году разработанный компанией проект реактора ВВЭР-ТОИ был признан соответствующим требованиям EUR. Разработка базируется на технических решениях проекта АЭС с ВВЭР-1200, в котором оптимизированы сроки, снижена стоимость строительства на 20 %, эксплуатационных расходов — на 10 % по сравнению с проектом предыдущего поколения. В проекте ВВЭР-ТОИ реализован ряд дополнительных мер безопасности по сейсмостойкости, безопасности при гипотетических тяжелых авариях, без каких-либо доработок блок может работать на МОКС-топливе. Первой площадкой, на которой реализовывается проект «ВВЭР-ТОИ», стала Курская АЭС-2.

## Строительство АЭС
В 2021 году общий штат сотрудников дочерних строительных и монтажных компаний, непосредственно занятых возведением АЭС, составлял порядка 30 тысячи человек.  
Атомстройэкспорт специализируется на реализации проектов по сооружению АЭС большой мощности на российском и международном рынках присутствия. Портфель заказов в 2021 году включал в себя следующие проекты: Курская АЭС-2, Белорусская АЭС (Республика Беларусь), АЭС «Ханхикиви-1» (Финляндия), АЭС «Пакш II» (Венгрия), АЭС «Эль-Дабаа» (Египет), АЭС «Куданкулам» (Индия), АЭС «Руппур» (Бангладеш), Тяньваньская АЭС (Китай), АЭС «Сюйдапу» (Китай).
Для реализации проектов компанией внедряется интегрированная технология управления жизненным циклом сложных инженерных объектов - Multi-D. Платформа позволяет создать 3D-модель и связать все этапы от проектирования до эксплуатации в одну информационную базу, которая активно влияет на весь проект. Применение Multi-D сокращает сроки проектирования и строительно-монтажных работ.
При реализации международных контрактов компания привлекает национальные компании стран-заказчиков для поставок оборудования и оказания услуг на долгосрочной основе. Компания тесно сотрудничает с проектными, научными, промышленными и строительными организациями стран-заказчиков, привлекая их промышленный потенциал к поставкам оборудования и материалов, выполнению работ на объектах.
В блок строительно-монтажных компаний входят:
- АО «Научно-исследовательский и конструкторский институт монтажной технологии – Атомстрой»
- АО «Энергоспецмонтаж»
- ООО «Волгодонское монтажное управление»
- ООО «Строительно-монтажное управление №1»
- ООО «Трест Росспецэнергомонтаж»

## Проекты
|                                                                               |                                             |                                                                     |                                  |                                   |  |
| Китай Тяньваньская АЭС                                                        | Индия АЭС Куданкулам                        | Россия Ростовская АЭС                                               | Турция АЭС Аккую                 | Египет АЭС Эль-Дабаа              |  |
| ВВЭР-1000 (2007) ВВЭР-1000 (2007) ВВЭР-1000 (2018) ВВЭР-1000 (2018) ВВЭР-1200 | ВВЭР-1000 (2013) ВВЭР-1000 (2016) ВВЭР-1000 | ВВЭР-1000 (2001) ВВЭР-1000 (2010) ВВЭР-1000 (2014) ВВЭР-1000 (2018) | ВВЭР-1200                        | ВВЭР-1200                         |  |
|                                                                               |                                             |                                                                     |                                  |                                   |  |
| Россия Курская АЭС-2                                                          | Белоруссия Белорусская АЭС                  | Китай АЭС Сюйдапу                                                   | Узбекистан АЭС в Джизакской обл. | РоссияНововоронежская АЭС-2       |  |
| ВВЭР-ТОИ                                                                      | ВВЭР-1200 (2021) ВВЭР-1200 (2023)           | ВВЭР-1200                                                           | ВВЭР-1200                        | ВВЭР-1200 (2017) ВВЭР-1200 (2019) |  |
|                                                                               |                                             |                                                                     |                                  |                                   |  |
| Финляндия АЭС Ханхикиви                                                       | Венгрия АЭС Пакш-2                          | Иран АЭС Бушер                                                      | Бангладеш АЭС Руппур             |                                   |  |
| ВВЭР-1200                                                                     | ВВЭР-1200                                   | ВВЭР-1000 (2011) ВВЭР-1000                                          | ВВЭР-1200                        |                                   |  |
| Россия Ленинградская АЭС-2                                                    | Россия Смоленская АЭС-2                     |                                                                     |                                  |                                   |  |
| ВВЭР-1200 (2018) ВВЭР-1200 (2021) ВВЭР-1200                                   | ВВЭР-ТОИ                                    |                                                                     |                                  |                                   |  |

| Точка перед номером энергоблока отражает его статус: | — В эксплуатации | — Строительство | — Проектные работы | — Заключение контракта |